# Campionati europei di atletica leggera indoor 2021 - Salto con l'asta maschile
La gara di salto con l'asta maschile ai campionati europei di atletica leggera indoor di Toruń 2021 si è svolta il 6 e 7 marzo 2021 presso l'Arena Toruń.

## Podio
| Pos.    | Atleta              | Nazionalità |
| ------- | ------------------- | ----------- |
| Oro     | Armand Duplantis    | Svezia      |
| Argento | Valentin Lavillenie | Francia     |
| Bronzo  | Piotr Lisek         | Polonia     |

## Record
| Record                | Record            | Record | Record                 | Record           |
| --------------------- | ----------------- | ------ | ---------------------- | ---------------- |
| Record mondiale       | Armand Duplantis  | 6,18 m | Glasgow, Gran Bretagna | 15 febbraio 2020 |
| Record europeo        | Armand Duplantis  | 6,18 m | Glasgow, Gran Bretagna | 15 febbraio 2020 |
| Record dei campionati | Renaud Lavillenie | 6,04 m | Praga, Repubblica Ceca | 7 marzo 2015     |

## Programma
| Data         | Ora   | Turno          |
| ------------ | ----- | -------------- |
| 6 marzo 2021 | 10:14 | Qualificazione |
| 7 marzo 2021 | 17:05 | Finale         |

## Risultati

### Qualificazione
Qualificazione: gli atleti che raggiungono la misura di 5,75 m (Q) o i migliori 8 (q) avanzano alla finale
| Posizione | Atleta                 | Nazionalità | 5,20 m | 5,35 m | 5,50 m | 5,60 m | 5,70 m | Risultato | Note |
| --------- | ---------------------- | ----------- | ------ | ------ | ------ | ------ | ------ | --------- | ---- |
| 1         | Menno Vloon            | Paesi Bassi | –      | o      | xo     | o      | o      | 5,70 m    | q    |
| 2         | Oleg Zernikel          | Germania    | –      | o      | o      | o      | xo     | 5,70 m    | q    |
| 3         | Piotr Lisek            | Polonia     | –      | –      | o      | xo     | xo     | 5,70 m    | q    |
| 4         | Armand Duplantis       | Svezia      | –      | –      | –      | o      | –      | 5,60 m    | q    |
| 4         | Valentin Lavillenie    | Francia     | –      | –      | o      | o      | –      | 5,60 m    | q    |
| 4         | Bo Kanda Lita Bähre    | Germania    | –      | –      | o      | o      | xxx    | 5,60 m    | q    |
| 4         | Ersu Şaşma             | Turchia     | –      | o      | –      | o      | –      | 5,60 m    | q    |
| 4         | Robert Sobera          | Polonia     | –      | o      | o      | o      | xxx    | 5,60 m    | q    |
| 9         | Torben Blech           | Germania    | –      | o      | o      | xo     | xxx    | 5,60 m    |      |
| 10        | Ethan Cormont          | Francia     | –      | xxo    | o      | xo     | xxx    | 5,60 m    |      |
| 11        | Konstadínos Filippídis | Grecia      | xo     | o      | o      | xxx    |        | 5,50 m    |      |
| 12        | Urho Kujanpää          | Finlandia   | –      | o      | xxx    |        |        | 5,35 m    |      |
| 13        | Charlie Myers          | Regno Unito | –      | xo     | xxx    |        |        | 5,35 m    |      |
| 13        | Paweł Wojciechowski    | Polonia     | –      | xo     | xxx    |        |        | 5,35 m    |      |

### Finale
| Posizione | Atleta              | Nazionalità | 5,30 m | 5,50 m | 5,60 m | 5,70 m | 5,80 m | 5,85 m | 6,05 m | 6,19 m | Risultato | Note                  |
| --------- | ------------------- | ----------- | ------ | ------ | ------ | ------ | ------ | ------ | ------ | ------ | --------- | --------------------- |
| Oro       | Armand Duplantis    | Svezia      | –      | –      | o      | –      | o      | o      | xo     | xxx    | 6,05 m    | Record dei campionati |
| Argento   | Valentin Lavillenie | Francia     | –      | xo     | o      | xxo    | o      | xxx    |        |        | 5,80 m    | =                     |
| Bronzo    | Piotr Lisek         | Polonia     | –      | o      | –      | o      | xxo    | xxx    |        |        | 5,80 m    | =                     |
| 4         | Oleg Zernikel       | Germania    | o      | o      | o      | o      | xxx    |        |        |        | 5,70 m    |                       |
| 5         | Ersu Şaşma          | Turchia     | o      | –      | o      | xo     | xxx    |        |        |        | 5,70 m    |                       |
| 5         | Menno Vloon         | Paesi Bassi | o      | o      | –      | xo     | xxx    |        |        |        | 5,70 m    |                       |
| 7         | Robert Sobera       | Polonia     | o      | o      | xx–    | x      |        |        |        |        | 5,50 m    |                       |
| -         | Bo Kanda Lita Bähre | Germania    | –      | xxx    |        |        |        |        |        |        | nm        |                       |